# Tropicale Amissa Bongo de 2017
A 12ª edição da Tropicale Amissa Bongo disputou-se do 27 de fevereiro ao 5 de janeiro do 2017 no Gabão.
A carreira fez parte do UCI Africa Tour, dentro da categoria 2.1.

## Equipas participantes
Tomaram parte na carreira 15 equipas: 2 de categoria Profissional Continental; 3 de categoria Continental e 10 selecções nacionais.
| Equipes profissionais Continentais (2)- Delko Marseille Provence KTM - Direct Énergie Equipes Continentais (3)- Interpro Academy - Minsk Cycling Club - Bike Aid Equipes nacionais (10)- Argélia - Eritreia - Burquina Fasso - Camarões - Costa do Marfim - Etiópia - Gabão - Marrocos - Ruanda - Senegal |
| |

## Etapas
| Etapa | Data    | Percurso                  | type            | Distância (km) | Vencedor           | Líder geral       |
| ----- | ------- | ------------------------- | --------------- | -------------- | ------------------ | ----------------- |
| 1     | 27 fev. | Moanda – Akiéni           | etapa escarpada | 147            | Mikel Aristi       | Mikel Aristi      |
| 2     | 28 fev. | Lekoni – Franceville      | etapa escarpada | 98             | Tony Hurel         | Mikel Aristi      |
| 3     | 1 mar.  | Mounana – Koulamoutou     | etapa escarpada | 157            | Stanislau Bazhkou  | Stanislau Bazhkou |
| 4     | 2 mar.  | Fougamou – Lambaréné      | etapa plana     | 110            | Etapa Cancelada    | Stanislau Bazhkou |
| 5     | 3 mar.  | Lambaréné – Kango         | etapa plana     | 140            | Yohann Gène        | Yohann Gène       |
| 6     | 4 mar.  | Cap Estérias – Libreville | etapa escarpada | 132,6          | Oleksandr Golovash | Yohann Gène       |
| 7     | 5 mar.  | Owendo – Libreville       | etapa plana     | 137,5          | Meron Abraham      | Yohann Gène       |

Nota: A quarta etapa foi cancelada devido a problemas surgidos durante o transladar do pelotão à cidade de saída.

## Classificações finais
As classificações finalizaram da seguinte forma:

### Classificação geral
| \| Classificação geral \| Classificação geral \| Classificação geral \| Classificação geral \| Classificação geral \| \| Ciclista \| Ciclista \| Equipe \| Tempo \| \| \| ------------------- \| ----------------------- \| ------------------- \| ------------------- \| ------------------- \| \| 1. \| Yohann Gène \| Direct Énergie \| 19h41m21s \| \| \| 2. \| Tesfom Okubamariam \| Interpro Academy \| + 16s \| \| \| 3. \| Nikodemus Holler \| Bike Aid \| + 16s \| \| \| 4. \| Salah Eddine Mraouni \| Marrocos \| + 16s \| \| \| 5. \| Soufiane Sahbaoui \| Marrocos \| + 17s \| \| \| 6. \| Bonaventure Uwezeyimana \| Ruanda \| + 17s \| \| \| 7. \| Meron Teshome \| Bike Aid \| + 22s \| \| \| 8. \| Awet Habtom \| Eritreia \| + 30s \| \| \| 9. \| Issiaka Cissé \| Costa do Marfim \| + 33s \| \| \| 10. \| Alexandre Pichot \| Direct Énergie \| + 49s \| \| |                         |                  |           |
| |                         |                  |           |
| Fonte: ProCyclingStats |                         |                  |           |
| Classificação geral |                         |                  |           |
| Ciclista | Ciclista                | Equipe           | Tempo     |
| 1. | Yohann Gène             | Direct Énergie   | 19h41m21s |
| 2. | Tesfom Okubamariam      | Interpro Academy | + 16s     |
| 3. | Nikodemus Holler        | Bike Aid         | + 16s     |
| 4. | Salah Eddine Mraouni    | Marrocos         | + 16s     |
| 5. | Soufiane Sahbaoui       | Marrocos         | + 17s     |
| 6. | Bonaventure Uwezeyimana | Ruanda           | + 17s     |
| 7. | Meron Teshome           | Bike Aid         | + 22s     |
| 8. | Awet Habtom             | Eritreia         | + 30s     |
| 9. | Issiaka Cissé           | Costa do Marfim  | + 33s     |
| 10. | Alexandre Pichot        | Direct Énergie   | + 49s     |

### Classificação por pontos
| Classificação por pontos | Classificação por pontos | Classificação por pontos     | Classificação por pontos | Classificação por pontos |
| Ciclista                 | Ciclista                 | Equipe                       | Pontos                   |                          |
| ------------------------ | ------------------------ | ---------------------------- | ------------------------ | ------------------------ |
| 1.                       | Stanislau Bazhkou        | Minsk Cycling Club           | 118 pts                  |                          |
| 2.                       | Mikel Aristi             | Delko-Marseille Provence-KTM | 101 pts                  |                          |
| 3.                       | Siarhei Papok            | Minsk Cycling Club           | 91 pts                   |                          |

### Classificação da montanha
| Classificação da montanha | Classificação da montanha | Classificação da montanha | Classificação da montanha | Classificação da montanha |
| Ciclista                  | Ciclista                  | Equipe                    | Pontos                    |                           |
| ------------------------- | ------------------------- | ------------------------- | ------------------------- | ------------------------- |
| 1.                        | Awet Habtom               | Eritreia                  | 33 pts                    |                           |
| 2.                        | Zemenfes Solomon          | Eritreia                  | 26 pts                    |                           |
| 3.                        | Azzedine Lagab            | Argélia                   | 15 pts                    |                           |

### Classificação de meta-las volantes
| Classificação por velocidade | Classificação por velocidade | Classificação por velocidade | Classificação por velocidade | Classificação por velocidade |
| Ciclista                     | Ciclista                     | Equipe                       | Pontos                       |                              |
| ---------------------------- | ---------------------------- | ---------------------------- | ---------------------------- | ---------------------------- |
| 1.                           | Essaïd Abelouache            | Marrocos                     | 10 pts                       |                              |
| 2.                           | Meron Teshome                | Bike Aid                     | 9 pts                        |                              |
| 3.                           | Eduard Vorganov              | Minsk Cycling Club           | 9 pts                        |                              |

### Classificação dos jovens
| Classificação dos jovens | Classificação dos jovens | Classificação dos jovens | Classificação dos jovens | Classificação dos jovens |
| Ciclista                 | Ciclista                 | Equipe                   | Tempo                    |                          |
| ------------------------ | ------------------------ | ------------------------ | ------------------------ | ------------------------ |
| 1.                       | Soufiane Sahbaoui        | VIB Bikes                | 19h41m38s                |                          |
| 2.                       | Awet Habtom              | Marrocos                 | + 13s                    |                          |
| 3.                       | Zemenfes Solomon         | Eritreia                 | + 8m17s                  |                          |

### Classificação por equipas
| Classificação por equipes | Classificação por equipes | Classificação por equipes | Classificação por equipes |
| Equipe                    | Equipe                    | Tempo                     |                           |
| ------------------------- | ------------------------- | ------------------------- | ------------------------- |
| 1.                        | Marrocos                  | 59h05m00s                 |                           |
| 2.                        | Bike Aid                  | + 9m05s                   |                           |
| 3.                        | Direct Énergie            | + 9m18s                   |                           |